# Kenneth Koedinger
Kenneth R. Koedinger (1962, Wisconsin) é um professor titular de interação humano-computador (IHC) e psicologia na Universidade Carnegie Mellon. Ele é fundador e atual diretor do Pittsburgh Science of Learning Center. É bastante conhecido por ter atuado no desenvolvimento do software Cognitive Tutor. Também publicou muitos artigos nas áreas de psicologia cognitiva, sistemas tutoriais inteligentes e mineração de dados educacionais. Nessas áreas, seu grupo de pesquisa ganhou repetidamente os prêmios de "melhor artigo" em conferências científicas.
Koedinger estudou matemática e ciência da computação na Universidade do Wisconsin-Madison, trabalhando com Richard Lehrer, e obtendo seu doutorado em psicologia na Universidade Carnegie Mellon. Seu orientador no doutorado foi John Robert Anderson. Depois, trabalhou como cientista pesquisador, professor associado e, finalmente, professor titular na Carnegie Mellon. Koedinger teve muitos estudantes de pós-graduação e pós-doutores de prestígio, em especial Neil Heffernan e Vincent Aleven.